# ソク・グァンニョル
ソク・グァンニョル（石 光烈、朝鮮語: 석광렬、1968年9月2日 - 1994年8月1日）は、大韓民国の俳優。
ソク・グァンリョルという表記も見られる。
ドラマ『片目を閉じます』、『男は寂しい』やコマーシャルなどに出演した。

## 死去
1994年7月25日、『男は寂しい』の撮影後に帰宅するため自家用車を運転していたところ、オリンピック大路にて橋脚に衝突する事故により搬送されたが、のちに脳死判定を受けた。生前に臓器提供を約束していたため7人に臓器が提供された。